# وزارة الخدمات الصحية الوطنية والتنظيم والتنسيق (باكستان)
تم نقل الرعاية الصحية إلى الإدارات الصحية الإقليمية بعد التعديل الثامن عشر لدستور باكستان في يونيو 2011.  في مايو 2013، أعاد رئيس الوزراء مير هزار خان خوسو الوزارة الفيدرالية إلى وزارة الخدمات الصحية الوطنية والتنظيم والتنسيق.
وكانت وظيفة هذه الوزارة الجديدة هي توفير الخدمات الطبية، ووضع السياسات الصحية وإنفاذها على المستوى الوطني. قسم محو الأمية والتعليم الأساسي مع التركيز على برامج تنمية المهارات والتعليم المهني. 

## البرامج العلاجية
تدير الوزارة بشكل مباشر العديد من البرامج الصحية الفيدرالية على مستوى الدولة:

## البرامج المنتقلة
- البرنامج الوطني لتنظيم الأسرة والرعاية الصحية الأولية (LHW).

- برنامج التحصين الموسع (EPI)

- البرنامج الوطني لصحة الأم والوليد والطفل (MNCH).

- البرنامج الوطني للوقاية من التهاب الكبد الوبائي ومكافحته

## أنظر أيضاً
- الرعاية الصحية في باكستان